# NGC 1426
NGC 1426 este o galaxie eliptică situată în constelația Eridanul. A fost descoperită în 9 decembrie 1784 de către William Herschel. Se află la o distanță de 23,12 de megaparseci de Pământ.